# Hednota mesochra
Hednota mesochra là một loài bướm đêm trong họ Crambidae.